# Brez ljubezni
Brez ljubezni (rusko Нелюбовь) je ruski dramski film iz leta 2017 , ki ga je režiral Andrej Zvjagincev in zanj napisal tudi scenarij skupaj z Olegom Neginom. Film je posnet še v francosko-belgijsko-nemški koprodukciji, v glavnih vlogah nastopajo Marjana Spivak, Aleksej Rozin, Matvej Novikov, Marina Vasiljeva in Andris Keišs. Zgodba prikazuje ločena starša Ženjo (Spivak) in Borisa (Rozin), katerih brezljubezensko razmerje se je prelevilo v stanje zagrenjenosti in sovražnosti. Začasno ju združi iskanje njunega pogrešanega edinca Aljoše (Novikov).
Film je bil premierno prikazan 18. maja 2017 na Filmskem festivalu v Cannesu, kjer je osvojil nagrado žirije. Osvojil je tudi evropski filmski nagradi za fotografijo (Kričman) in glasbo (Evgueni in Sacha Galperine), cezarja za najboljši tuji film ter bil nominiran za oskarja za najboljši mednarodni celovečerni film na 90. podelitvi. Skupno je prejel 21 nagrad in 46 nominacij na svetovnih filmskih festivalih.

## Vloge
- Marjana Spivak kot Ženja
- Aleksej Rozin kot Boris
- Matvei Novikov kot Aljoša
- Aleksej Fatejev kot Ivan
- Marina Vasiljeva kot Maša
- Andris Keišs as Anton
- Natalija Potapova kot Ženjina mati
- Sergej Borisov kot detektiv